# Supervolcán

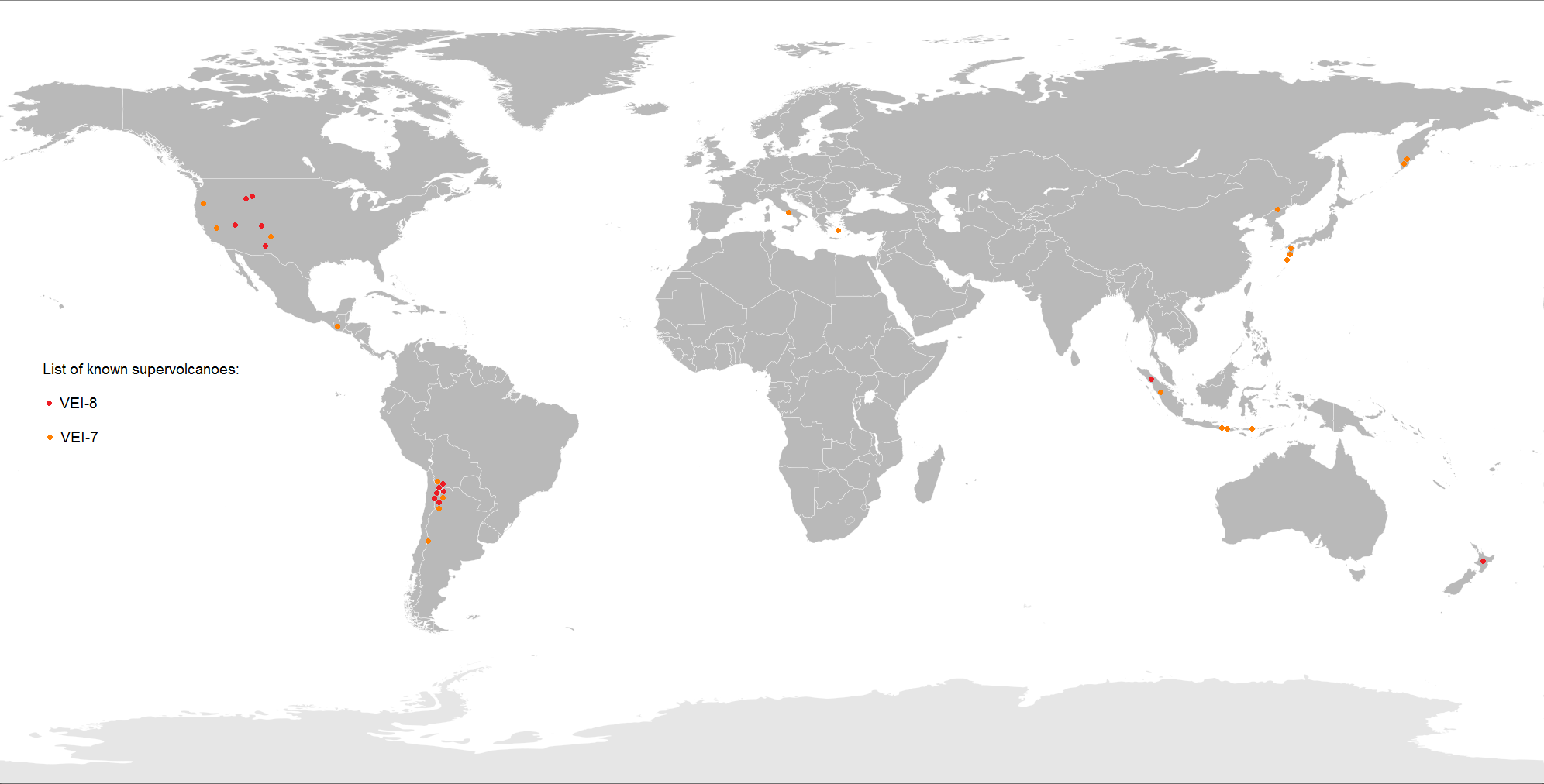
Mapa de los supervolcanes conocidos en el mundo:
Índice de explosividad volcánica (IEV) 8
Índice de explosividad volcánica (IEV) 7

Supervolcán es un término que se refiere a un tipo de volcán que posee una cámara magmática mil veces más grande que la de un volcán convencional[cita requerida] y por ende posee las mayores y más voluminosas erupciones de la Tierra. La explosividad real de estas erupciones varía, si bien el volumen de magma erupcionado es suficiente en cada caso para alterar radicalmente el paisaje circundante, e incluso para alterar el clima global durante años, con un efecto cataclísmico para la vida llamado invierno volcánico, similar al que pudiera tener un invierno nuclear.
El término fue acuñado en el año 2000 por los productores del programa de divulgación científica Horizon de la cadena televisiva BBC, para referirse específicamente a este tipo de erupciones. Esta investigación dio a conocer el tema ante el público no especializado, permitiendo así otros estudios en la misma línea referentes a los posibles efectos de los supervolcanes. En principio, supervolcán no es un término técnico usado en vulcanología, aunque ya desde el año 2003 ha sido empleado en varios artículos. Aunque no hay definido un tamaño mínimo para un supervolcán, hay al menos dos tipos de erupciones volcánicas que pueden ser identificadas con supervolcanes: erupciones masivas y grandes provincias ígneas. 
Comparativamente, un supervolcán puede ser considerado como tal cuando en una sola erupción expulsa más de 50 veces la cantidad de material que expulsó el Krakatoa.[cita requerida]
Al igual que el resto de volcanes, los supervolcanes se alinean en los bordes convergentes de las placas tectónicas, en donde una placa se hunde bajo la otra, pero también se forman por las llamadas plumas mantélicas. La mayor parte de los supervolcanes de la Tierra están en el cinturón de Fuego del Pacífico, donde están la mayoría de los límites convergentes del mundo.[cita requerida]
Pero un supervolcán no se trata solo de un volcán grande, la principal diferencia entre estos es que el supervolcán no se ve, se trata de una acumulación subterránea de magma y solo ve en la superficie en forma de una gran depresión como una caldera[cita requerida]. Lo que ocurre es que al no poder liberar presión por estar bajo tierra, el magma va acumulándose, "inflando" el terreno, aumentando la presión espectacularmente hasta que estalla. Se sabe que en el supervolcán del Yellowstone, explosiones anteriores lanzaron rocas de tamaño considerable que podrían haber llegado desde América hasta Europa[cita requerida].

## Grandes provincias ígneas
Una gran provincia ígnea (LIP, del inglés Large igneous province) es una extensa región basáltica a escala continental, resultado de extensas coladas de lava basáltica. Estas regiones pueden ocupar, al originarse, varios millones de kilómetros cuadrados, y tener volúmenes del orden del millón de kilómetros cúbicos. En varios casos, la mayoría del material se asienta durante un extenso, pero geológicamente corto periodo de menos de un millón de años de duración.

## Erupciones masivas
Las erupciones con un índice de explosividad volcánica (VEI, del inglés Volcanic Explosivity Index) de un valor de 8 (VEI-8) son sucesos de dimensiones colosales que expulsan al menos 1000 km³ de magma y material piroclástico. Una erupción tal arrasaría virtualmente toda vida en un radio de cientos de kilómetros, e incluso sepultaría bajo una capa de cenizas algunas regiones continentales bastante alejadas. Las erupciones con un índice VEI-8 son tan poderosas que crean calderas circulares del tamaño de montañas, ya que el derrumbe del material en el sitio de la erupción rellena el espacio vacío de la cámara magmática que había debajo. La caldera puede conservarse millones de años después de que haya cesado toda actividad volcánica.

## Erupciones conocidas

### Erupciones VEI-8

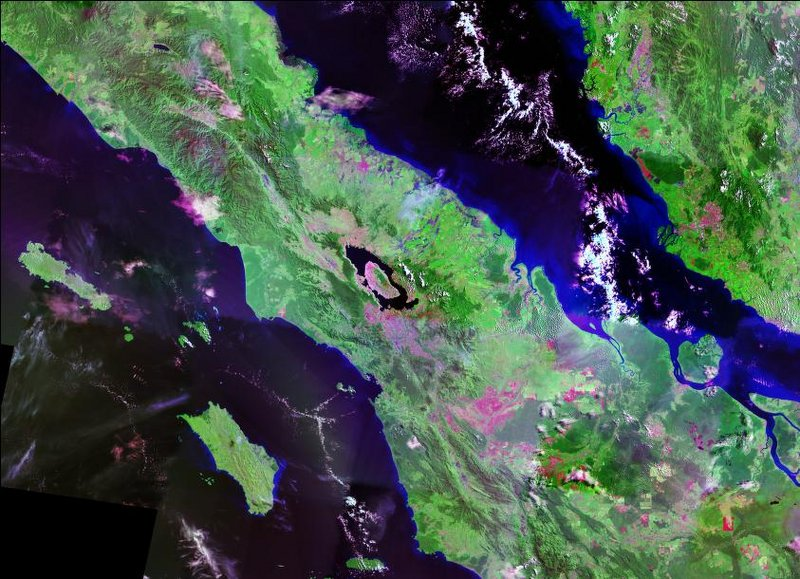
Imagen satélite del lago Toba.

Los sucesos de índice VEI-8 conocidos se muestran en la lista dada a continuación. Las estimaciones en cuanto al material erupcionado aparecen entre paréntesis.
- Lago Toba, Sumatra, Indonesia - hace 75 000 años (2800 km³). La erupción del lago Toba sumió a la Tierra en un invierno volcánico, expulsando ácido sulfúrico a la atmósfera y originando así la denominada Edad de Hielo milenaria, y erradicando cerca del 60% de la población humana de la época, tal como afirma la teoría de la catástrofe de Toba.

- Caldera de Yellowstone, Wyoming, Estados Unidos - hace 2,2 millones de años (2500 km³) y 640 000 años (1000 km³). El comportamiento de esta caldera en la actualidad es examinado continuamente por geólogos del US Geological Service, que "no ven evidencias de que otra erupción cataclísmica ocurra en Yellowstone en el futuro previsible. Los intervalos de repetición de estos eventos no son ni regulares ni predecibles".[1]

- Caldera de La Garita, Colorado, Estados Unidos - hace 27 millones de años (5000 km³). La erupción que creó la Caldera de La Garita es la mayor erupción explosiva conocida en la historia de la Tierra.

- Volcán Taupo, Isla Norte de Nueva Zelanda - hace 26 500 años (1170 km³).

- Erupción de Los Chocoyos, Lago de Atitlan de Guatemala - hace 84,000 años(1220 km³).

### Erupciones VEI-7
Otras muchas erupciones supermasivas han ocurrido también en el pasado geológico, como las que muestra la lista siguiente, todas de un valor de 7 en la escala VEI. La mayoría de las mostradas superan a la erupción del monte Tambora en 1815, que es la mayor erupción del registro histórico humano.

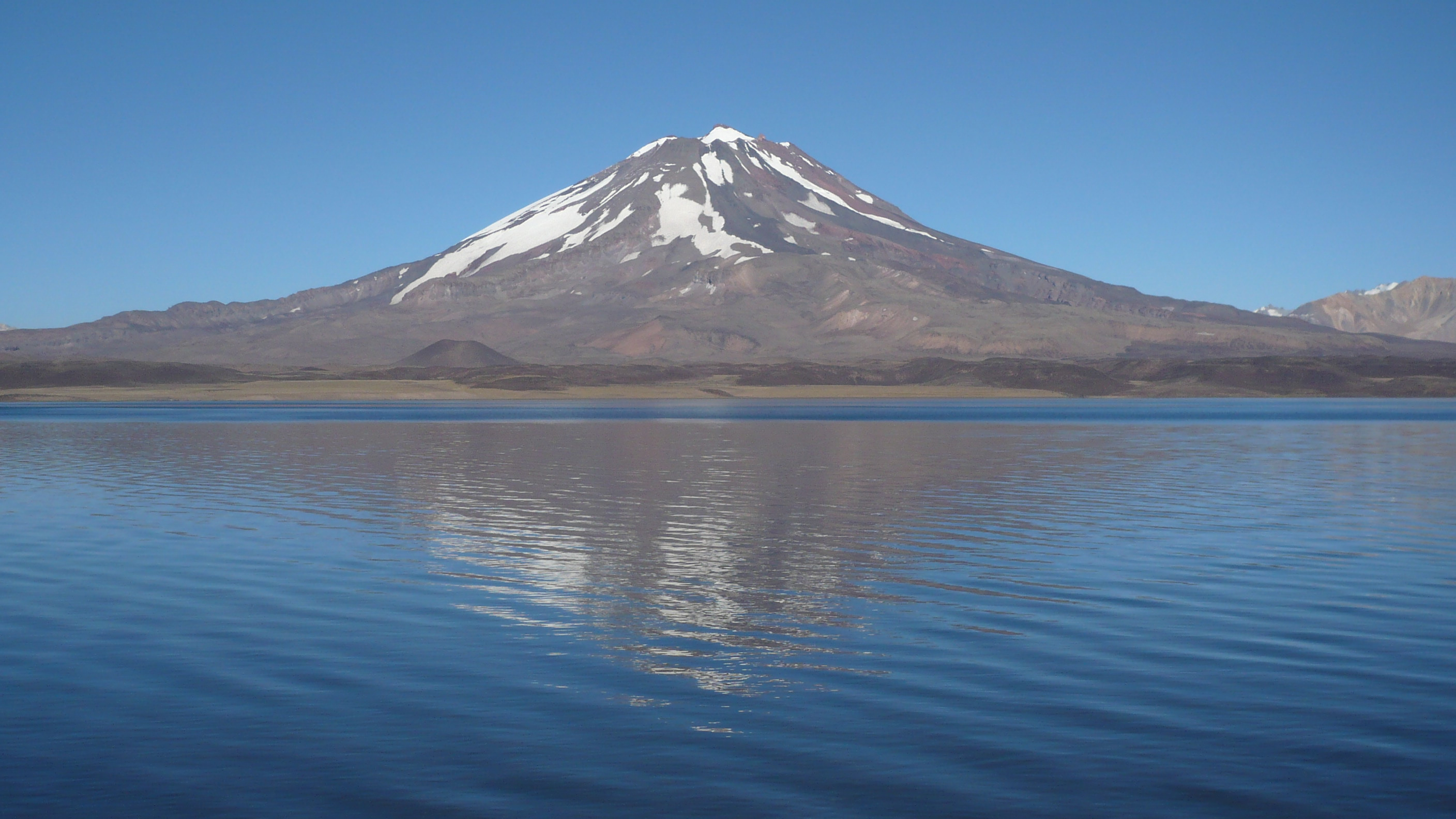
Volcán Maipo

- Caldera Aira, Kyushu, Japón - hace 22.000 años (110 km³)
- Megacaldera de El Chalupas, Cotopaxi, Ecuador - Hace 200 000 años (800 km³) y enterró el valle interandino del actual Ecuador.
- Monte Aso, Kyushu, Japón - cuatro grandes erupciones explosivas en el intervalo de hace 300 000 y 80 000 años (volumen total de 600 km³)
- Laacher See, Renania-Palatinado, Alemania - hace 12 900 años (300 km³)
- Campos Flegreos, Campania, Italia - hace 40 000 años (680 km³)
- Caldera Kikai, Islas Ryukyu, Japón - hace 6300 años (volumen máximo de 150 km³)
- Volcán Taupo, Isla Norte, Nueva Zelanda - año 181 (100 km³)
- Caldera Diamante, Argentina- Chile hace 500 000 años (450 km³)
- Caldera de Long Valley, California, Estados Unidos - hace 760 000 años (600 km³)
- Valle Grande, Nuevo México, Estados Unidos - hace 1,12 millones de años (unos 600 km³)
- Bruneau-Jarbidge, Idaho, Estados Unidos - hace 10-12 millones de años (más de 950 km³). Responsable de los Ashfall Fossil Beds, situados 1600 km al este.
- Lago de Coatepeque, Santa Ana,  El Salvador- Hace 56,900 años (112.8 KM³)[2]
- Volcán Chinameca,  Chinameca, El Salvador, hace 59,000 años ( 132 km³)[3]
- Valle De Antón, Panamá - hace 10 000 años.[cita requerida]

## Supervolcanes en la cultura popular
Un documental dramático de dos partes titulado  Supervolcán fue emitido por la BBC, Discovery Channel y otros canales de televisión por satélite a lo largo del mundo, donde se mostraban los probables efectos que podría tener una erupción del supervolcán de Yellowstone. Mediante el montaje conjunto de imágenes de otras erupciones con imágenes generadas por ordenador para describir los sucesos, el programa mostraba que una erupción tal podría tener efectos devastadores en todo el mundo, cubriendo virtualmente los Estados Unidos con una capa de ceniza volcánica de al menos un centímetro de espesor, causando destrucciones masivas en las proximidades y la muerte de plantas y animales a lo largo de todo el continente americano. Los elementos dramáticos del programa fueron desarrollados en Supervolcán: la verdad acerca de Yellowstone, un documental que mostraba la verdad subyacente detrás de la ficción. La emisión del docudrama había sido programada para principios del año 2005, pero fue pospuesta debido al terremoto del Océano Índico de 2004, debido a que podía ser tildado de insensible. El programa y sus documentales asociados fueron lanzados finalmente en DVD para la región 2 simultáneamente con su emisión.
Un documental de National Geographic llamado Earth Shocks reproduce el impacto destructivo de la rápida erupción del lago Toba hace unos 75 000 años, que causó un fenómeno conocido como la Edad de Hielo milenaria, que duró mil años y acabó con el 75% de la población humana de la época dejando solamente entre 1000 a 10 000 parejas humanas en la Tierra. Una erupción en el supervolcán de Yellowstone era originalmente uno de los escenarios descritos en el documental dramático Día Final (End Day).
El documental de History Channel Mega desastres en un episodio también nos muestra los efectos devastadores de una erupción de Yellowstone en la actualidad.
Una erupción repentina y espectacular de Yellowstone se muestra en la película 2012 (2009).
En el simulador de computadora Universe Sandbox también puedes ver las consecuencias de una supererupción de Yellowstone en la Tierra.